# Proischnura subfurcatum
Proischnura subfurcatum là loài chuồn chuồn trong họ Coenagrionidae. Loài này được Selys mô tả khoa học đầu tiên năm 1876. Loài này có ở Ethiopia, Kenya, Malawi, Nigeria, Nam Phi, Tanzania, Uganda, và có thể cả Burundi. Môi trường sống tự nhiên của chúng là đồng cỏ nhiệt đới hoặc cận nhiệt đới vùng đất cao, đầm nước ngọt, và đầm nước ngọt có nước theo mùa.